# Els 4 fantàstics i en Silver Surfer
Els 4 fantàstics i en Silver Surfer (títol original anglès: Fantastic Four: Rise of the Silver Surfer) és la seqüela de la pel·lícula Els 4 Fantàstics de 2005 dirigida per Tim Story. Es basa en la trilogia de Galactus publicada en els números 48 a 59 (març a maig de 1966) del còmic Els 4 Fantàstics i la seva actualització de 2006, Ultimate Extinction. Ioan Gruffudd, Jessica Alba, Chris Evans i Michael Chiklis coprotagonitzen el film en els seus mateixos papers dels 4 Fantàstics, mentre que Julian McMahon i Kerry Washington com Victor von Doom/Dr. Doom i Alicia Masters respectivament. Beau Garrett interpreta Frankie Raye i Doug Jones Norrin Radd/Silver Surfer i amb Laurence Fishburne com a veu de Silver Surfer. Va ser un èxit comercial. Va ser estrenada en DVD i Blu-Ray el 2 d'octubre de 2007. Aquesta pel·lícula ha estat doblada al català.

## Argument
Els 4 Fantàstics, ja consolidats com a herois, estan preocupats per les noces de Reed Richards i Sue Storm, Mr. Fantàstic i La Dona Invisible, que sembla més una celebració pública dels mitjans de comunicació que s'anuncia com l'esdeveniment de l'any que un moment privat d'amor. El matrimoni entre Reed i Sue, anomenats. Els padrins de noces són els seus companys de lluita el germà de Sue, Johnny Storm sobrenomenat La Torxa Humana i el millor amic de Reed, Ben Grimm conegut ara com La Mola i la seva xicota actual, Alicia Reiss Masters, l'escultora cega.
Però una mena de centelleig platejat afecta el clima i l'ecologia del món que ha passat per diversos planetes que ha pràcticament destruït. No obstant això aquesta notícia queda sota un segon pla en favor de les noces de Richards i Storm. El centelleig platejat es posa sobre Latveria, i causa un gran i desgraciat esdeveniment: la resurrecció de Victor Von Doom.
En el comiat de solter de Reed, apareix el general Hager (enemic d'escola de Mr. Fantàstic). Demana ajuda als 4 Fantàstics (en principi a Reed, però més tard haura menester tota l'ajuda possible) per desxifrar el misteri. Reed es nega ja que el seu compromís és més important, però en secret fa un radar per captar el centelleig que té energia similar a la radiació còsmica que va donar els poders a Johnny, Sue, Ben i al mateix Reed.
En les noces, Alicia, la núvia cega de la Mola, saca a la llum el problema que té Johnny en veure que la seva germana i el seu amic es casen, Ben té núvia i, en definitiva, tots s'estabilitzen i formen les seves famílies excepte ell. Les noces s'inicien, però no s'acaben ja que el centelleig és rastrejat pel radar i ho va deixar sense energia, igual que va destruir les noces. Però això és la menor de les preocupacions, a causa que sense saber-ho s'enfronten al seu major repte fins avui quan un enigmàtic i misteriós herald intergalàctic anomenat Silver Surfer (Surfista Platejat), arriba de l'espai i provoca estranys fenòmens a la Terra.
Johnny va a perseguir l'amenaça i es troba amb en Silver Surfer, qui ho porta fins a la fi del món després quan cau aterra en el desert del Cairo. Més tard Reed és confrontat per Sue per no dir-li gens respecte al rastrejador d'energia, després Sue va a saber com es trobava Johnny, però producte de la seva trobada amb Silver Surfer aquest afeblit cau al carrer, Sue immediatament baixa al carrer i intenta consolar a Johnny, no obstant això quan ella li toca el seu front, inesperadament intercanvien els seus poders, causant que Sue es converteixi en la Torxa Humana, i comença a elevar-se, Johnny tracta d'ajudar-la però sobtadament es torna invisible per a la seva sorpresa. En l'instant que Sue està surant en flames, Reed passava per l'habitació i se sorprèn de veure a Sue en flames, però quan tracta d'ajudar-la a entrar aquesta torna a baixar al carrer, després Reed va cap a la planta baixa li pregunta a Sue que va ser el que passo després de tocar a Johnny, Immediatament Reed li ordena a Johnny tornar a tocar-la la qual cosa causa que tots dos recuperin els seus respectius poders, no obstant això per a mala sort de Sue, acaba totalment nua (ja que la seva roba es va cremar) enfront de tots al carrer pel que decideix tornar-se invisible en veure's en tal situació. Més tard les proves de Reed revelen que els resultats de Sue són normals, però els de Johnny d'altra banda tenen alguna cosa diferent, la seva trobada directa amb Silver Surfer afecte les seves molècules tornant-les inestables i en constant fluctuació, la qual cosa causo que intercanviés els seus poders amb Sue. Ben, que volia provar si és cert toca a Johnny i intercanvien els seus poders fent a Ben normal i ara té els poders de Johnny, en canvi Johnny es torna roca per al seu mal gust, però novament Johnny ho torna a tocar i tornen els seus respectius poders demostrant que pot intercanviar els seus poders amb qualsevol fins que torni a tocar-los. Això crea un altre conflicte en Johnny, que ha de mantenir-se allunyat dels altres para no intercanviar els seus poders aconsegueixo i espatllar els plans, solament a l'únic que no li molesta és a Ben.
A Londres, Surfer, que ha obert cràters per diverses zones del planeta Terra, obre un cràter en el riu Tàmesi, prop del Big Ben. Els 4 Fantàstics han calculat la seva ubicació i intenten salvar la població. Quan la Torxa Humana persegueix Silver Surfer, accidentalment toca els braços elàstics de Reed, el que fa que canviïn de poder i, alhora, gairebé perden moltes vides, incloent-hi les del seu equip.
Silver Surfer retorna la seva aparença humana en Victor amb el poder de la seva taula de surf i aquest li proposa treballar junts per dominar el món. El general Hager, molest per l'accidentada falla a atrapar Silver Surfer explica a l'equip que algú va a cooperar, que no és més que el Doctor Doom. Els 4 Fantàstics (especialment Ben Grimm) no ho volen a prop; especialment, la qual cosa Víctor desitja secretament és obtenir la taula de surf, que sembla concedir els poders a Silver Surfer. Víctor expressa el seu odi cap als 4 Fantàstics, però sap que el Silver Surfer destruirà la Terra i ofereix la seva tecnologia per ajudar. El general Hager fa treballar el grup de superherois i el Dr. Doom junts. Reed i Víctor descobreixen que als vuit dies un planeta és destruït quan Silver Surfer s'hi instal·la.
Al bosc amb una nova arma feta de pols de taquions els 4 Fantàstics i l'exèrcit reïxen separar Surfer de la seva taula; Sue Storm descobreix que Surfer no és tan dolent com tots creuen (ja que la salva d'un míssil desviat) sinó que algú d'altre el domina. Surfer és portat a una base militar on és torturat sense obtenir-ne cap resposta. A la base militar, els 4 Fantàstics rescaten Silver Surfer, ja que li explica a Susan la història de Galactus, el devorador de planetes. Els 4 Fantàstics i Silver Surfer recuperen la taula, però es troben amb un nou impediment: el Dr. Doom ha robat la taula i fa estralls al món després de matar Hager.
Amb l'Auto Fantàstic amb motor V8, fabricat per Dodge (on Silver Surfer revela a Sue el seu nom real: Norrin Radd), l'equip deté el Dr. Doom que assassina la dona invisible, que s'interposa entre Norrin i la llança llançada pel Dr. Doom per evitar que Norrin mori, com que els seus camps d'energia són inútils contra els poders de la taula de Silver Surfer. Reed, Sue i Ben fan que Johnny tingui els poders dels 4 i amb una impressionant baralla derrota el Dr. Doom i retorna la taula a Norrin que, al final després de ressuscitar Sue viatja fins a l'espai i se sacrifica per vèncer Galactus i salvar el món. Norrin diu a Galactus que ja no ho servirà mai més i hi descarrega energia còsmica, el que mata a Galactus i aparentment ell mateix.
Reed i Sue es casen ràpidament amb unes noces orientals solament amb la família i amics (Reed, Sue, Ben, Johnny, Alicia i Frankie, la nova núvia de Johnny i ex-soldada d'Hager, juntament amb alguns orientals) i després en el Fantastic Car s'embarquen en una altra missió (Venècia s'enfonsa a l'Adriàtic).
En els crèdits de la pel·lícula es mostra el cos mig mort de Silver Surfer surant a l'espai, però de sobte obre els ulls i la seva lleial taula de surf s'encamina de nou cap a ell.

## Repartiment
| Actor                               | Personatge                     | Doblatge en Català    |
| ----------------------------------- | ------------------------------ | --------------------- |
| Ioan Gruffudd                       | Reed Richards / Mr. Fantàstic  | José Posada           |
| Jessica Alba                        | Sue Storm / La Dona Invisible  | Maria del Mar Tamarit |
| Chris Evans                         | Johnny Storm / La Torxa Humana | Raúl Llorens          |
| Michael Chiklis                     | Ben Grimm / La Cosa            | Domènech Farell       |
| Doug Jones/Laurence Fishburne (veu) | Silver Surfer                  | Joan Carles Gustems   |
| Julian McMahon                      | Victor Von Doom / Doctor Mort  | Juan Antonio Bernal   |
| Kerry Washington                    | Alicia Masters                 | Joël Mulachs          |
| Brian Posehn                        | Sacerdot                       | Pep Sais              |
| Beau Garrett                        | Capitana Frankie Raye          | Marta Barbarà         |
| Andre Braugher                      | General Hager                  | Alfonso Vallés        |
| Zach Grenier                        | General Sherman                | Claudi García         |
| Michasha Armstrong                  | Guarda de Seguretat            | Albert Socias         |
| Dawn Chubai                         | Presentadora                   | Montse Puga           |
| Chris Gailus                        | Presentador                    | Xavier Serrano        |
| Kevin McNulty                       | Jimmy O'Hoolihan               | Ignasi Abadal         |
| Stan Lee                            | Convidat de les noces          | Jesse Conde           |

## Producció
L'anterior lliurament va obtenir $330 milions a tot el món. 20th Century Fox re-va contractar Tim Story i el guionista Mark Frost al desembre de 2005 per realitzar la seqüela. Els guionistes Frost i Don Payne van ser contractats per escriure el guió. Payne va dir que la pel·lícula es basava en "La trilogia de Galactus", així com en els capítols 57-60 en els quals Doom roba la font dels poders del Surfer. Payne a més va dir que la pel·lícula és inspirada en la sèrie limitada Ultimate Extinction de Ultimate Marvel. El 2 de març de 2007, el disseny de Galactus encara no estava acabat, i el 18 d'abril del mateix any, es va contractar Laurence Fishburne per donar-li veu a Silver Surfer, encara que els realitzadors no estaven segurs que el personatge en si parlés.
La pel·lícula inclou el Acte-Fantàstic, un rol major del personatge de Alicia Masters interpretada per Kerry Washington, i al juny de 2006, es va anunciar que Silver Surfer apareixeria en la pel·lícula com a «galifardeu/ heroi». Silver Surfer va ser creat amb la combinació de l'actor Doug Jones i un vestit gris-argentat dissenyat per Jose Fernandez. FX shop Spectral Motion va crear Surfer, que va obtenir la vida gràcies al sistema de CGI dissenyat per WETA.
La seqüela, ambl títol de treball de Fantastic Four 2 (Els 4 Fantàstics 2), dir-se oficialment després Fantastic Four: Rise of the Silver Surfer i van començar filmant a Vancouver l'1 d'agost de 2006 i amb data d'estrena pel 15 de juny de 2007.
L'agost de 2006, l'actor Andre Braugher va abandonar el seu rol de repartiment en la sèrie ER per audicionar en la pel·lícula. Braugher audicionó com el General Hager, que el director Story va descriure com «un vell conegut de Reed Richards i una de les principals addicions a la pel·lícula». Al setembre, Jones va ser confirmat per interpretar a Silver Surfer a més de Julian McMahon tornant al seu personatge de Doctor Doom. El Edifici Baxter va ser també redissenyat. Uns altres efectes especials del film són també producte de l'empresa neozelandesa Weta Workshop.

### Localitzacions
Va haver-hi 14 localitzacions durant l'enregistrament: Burnaby, Columbia Britànica, Canadà; Bosc negre, Baden-Württemberg, Alemanya; Guiza, Egipte; Londres, Anglaterra, Regne Unit (segona unitat); Los Angeles, Califòrnia, EUA; Nova York, Nova York, EUA; Oriental Pearl Tower, Xangai, Xina; Pemberton; Port Coquitlam, Columbia Britànica, Canadà; Vancouver Columbia Britànica, Canadà; Dumont Dunes, Califòrnia, EUA; Glacial Russell, Groenlàndia; Suruga Bay, Japó; Fallston (Pennsilvània).

## Estrena

### Promoció
El tràiler es va adjuntar inicial i exclusivament a Night at the Museum. Es va estrenar per a públic general el 26 de desembre de 2006 a la pàgina web oficial de la pel·lícula. El tràiler teatral estava programat per aparèixer amb la pel·lícula Disturbia, el 13 d'abril de 2007, però van ocórrer errors i Tim Story va anunciar que s'estrenaria al costat de Spider-Man 3 el 4 de maig de 2007. El tràiler teatral finalment es va llançar en línia el 30 d'abril de 2007 en el lloc web d'Apple Trailer.
20th Century Fox va llançar una campanya publicitària a l'aire lliure a finalitats de febrer. L'elenc va fer una aparició en la carrera Coca-cola 600 Nextel Cup NASCAR en Charlotte sobre el cap de setmana del Dia Memorial.
A finalitats de maig de 2007, 20th Century Fox va arribar a un acord amb Franklin Mint per promocionar la pel·lícula alterant 40.000 quarts de dòlar dels EUA i alliberant-los a la circulació.
Totes les cambres alterades van ser encunyats en 2005 i honren a l'estat de Califòrnia com a part del programa dels Quart de dòlar dels 50 estats creat per U.S. Mint. Les cambres alterades presenten a Silver Surfer en el revers juntament amb una URL a l'assetjo web oficial de la pel·lícula. Una vegada que la Casa de la Moneda dels EUA va tenir coneixement de la promoció, va notificar a l'estudi i al Franklin Mint que infringia la llei convertint la moneda emesa pel govern en publicitat privada. La casa de moneda federal no va indicar si s'aplicaria una sanció.

### Video casolà
La pel·lícula va ser llançada el 2 d'octubre de 2007 en DVD en dues versions. El primer era una versió de pantalla completa / pantalla ampla d'un sol disc. Una edició de dos discos "The Power Cosmic" també es va llançar aquest dia, amb alta definició i en format Blu-ray Disc. La pel·lícula també va ser llançada en HD DVD en altres països.

## Recepció

### Taquilla
En el seu cap de setmana d'estrena, la pel·lícula va ser la més taquillera en la taquilla dels Estats Units, aconseguint aproximadament $ 58 milions, $2 milions més que la seva predecessora. En el seu segon cap de setmana, la pel·lícula va tenir una caiguda del 66%, i després va tenir una caiguda del 54% en el seu tercer cap de setmana. La pel·lícula va recaptar $ 289 milions a tot el món, inclosos $ 131.9 milions nets als Estats Units i el Canadà i $ 157 milions a l'estranger. El pressupost va ser de $130 milions.

#### Estrenes
| País                                                                          | Data d'estrena               |
| ----------------------------------------------------------------------------- | ---------------------------- |
| Alemanya                                                                      | Dimarts 14 d'agost de 2007   |
| Argentina                                                                     | Dijous 28 de juny de 2007    |
| Austràlia                                                                     | Dijous 21 de juny de 2007    |
| Àustria                                                                       | Dimarts 14 d'agost de 2007   |
| Bahrain                                                                       | Dimecres 13 de juny de 2007  |
| Bèlgica                                                                       | Dimecres 8 d'agost de 2007   |
| Belize · Costa Rica · El Salvador · Guatemala · Hondures · Nicaragua · Panamà | Divendres 22 de juny de 2007 |
| Bolívia                                                                       | Dijous 21 de juny de 2007    |
| Brasil                                                                        | Divendres 29 de juny de 2007 |
| Bulgària                                                                      | Divendres 10 d'agost de 2007 |
| Xile                                                                          | Dijous 28 de juny de 2007    |
| Colòmbia                                                                      | Divendres 22 de juny de 2007 |
| Corea del Sud                                                                 | Dimecres 8 d'agost de 2007   |
| Croàcia                                                                       | Dijous 16 d'agost de 2007    |
| Dinamarca                                                                     | Divendres 15 de juny de 2007 |
| Equador                                                                       | Divendres 22 de juny de 2007 |
| Egipte                                                                        | Dimecres 13 de juny de 2007  |
| Emirats Àrabs Units                                                           | Dijous 14 de juny de 2007    |
| Eslovènia                                                                     | Dijous 5 de juliol de 2007   |
| Espanya                                                                       | Divendres 10 d'agost de 2007 |
| Estats Units · Canadà                                                         | Divendres 15 de juny de 2007 |
| Estònia                                                                       | Divendres 15 de juny de 2007 |
| Filipines                                                                     | Dimecres 13 de juny de 2007  |
| Finlàndia                                                                     | Divendres 10 d'agost de 2007 |
| França                                                                        | Dimecres 8 d'agost de 2007   |

| País                 | Data d'estrena                   |
| -------------------- | -------------------------------- |
| Grècia               | Dijous 14 de juny de 2007        |
| Hong Kong            | Dijous 14 de juny de 2007        |
| Hongria              | Dijous 19 de juliol de 2007      |
| Índia                | Divendres 15 de juny de 2007     |
| Indonèsia            | Dimecres 13 de juny de 2007      |
| Islàndia             | Divendres 15 de juny de 2007     |
| Israel               | Dijous 14 de juny de 2007        |
| Itàlia               | Divendres 15 de juny de 2007     |
| Jamaica              | Dimecres 13 de juny de 2007      |
| Japó                 | Divendres 21 de setembre de 2007 |
| Jordània             | Dimecres 13 de juny de 2007      |
| Kuwait               | Dimecres 13 de juny de 2007      |
| Letònia              | Divendres 15 de juny de 2007     |
| Líban                | Dijous 21 de juny de 2007        |
| Lituània             | Divendres 31 d'agost de 2007     |
| Malàisia             | Dijous 14 de juny de 2007        |
| Mèxic                | Divendres 22 de juny de 2007     |
| Nigèria              | Divendres 22 de juny de 2007     |
| Noruega              | Divendres 10 d'agost de 2007     |
| Nova Zelanda         | Dijous 21 de juny de 2007        |
| Oman                 | Dimecres 13 de juny de 2007      |
| Països Baixos        | Dijous 26 de juliol de 2007      |
| Perú                 | Dijous 28 de juny de 2007        |
| Polònia              | Divendres 15 de juny de 2007     |
| Portugal             | Dijous 14 de juny de 2007        |
| Puerto Rico          | Dijous 14 de juny de 2007        |
| Qatar                | Dijous 14 de juny de 2007        |
| Regne Unit · Irlanda | Divendres 15 de juny de 2007     |
| Txèquia · Eslovàquia | Dijous 5 de juliol de 2007       |
| República Dominicana | Dijous 21 de juny de 2007        |
| Romania              | Divendres 15 de juny de 2007     |
| Rússia               | Dijous 14 de juny de 2007        |
| Sèrbia i Montenegro  | Dijous 14 de juny de 2007        |
| Singapur             | Dijous 14 de juny de 2007        |
| Sud-àfrica           | Divendres 22 de juny de 2007     |
| Suècia               | Divendres 17 d'agost de 2007     |
| Suïssa               | Divendres 15 de juny de 2007     |
| Tailàndia            | Dijous 14 de juny de 2007        |
| República de la Xina | Dissabte 16 de juny de 2007      |
| Turquia              | Divendres 17 d'agost de 2007     |
| Ucraïna              | Dijous 14 de juny de 2007        |
| Uruguai              | Divendres 22 de juny de 2007     |
| Veneçuela            | Divendres 29 de juny de 2007     |
| Vietnam              | Divendres 10 d'agost de 2007     |

| País                                                                          | Data d'estrena               |
| ----------------------------------------------------------------------------- | ---------------------------- |
| Alemanya                                                                      | Dimarts 14 d'agost de 2007   |
| Argentina                                                                     | Dijous 28 de juny de 2007    |
| Austràlia                                                                     | Dijous 21 de juny de 2007    |
| Àustria                                                                       | Dimarts 14 d'agost de 2007   |
| Bahrain                                                                       | Dimecres 13 de juny de 2007  |
| Bèlgica                                                                       | Dimecres 8 d'agost de 2007   |
| Belize · Costa Rica · El Salvador · Guatemala · Hondures · Nicaragua · Panamà | Divendres 22 de juny de 2007 |
| Bolívia                                                                       | Dijous 21 de juny de 2007    |
| Brasil                                                                        | Divendres 29 de juny de 2007 |
| Bulgària                                                                      | Divendres 10 d'agost de 2007 |
| Xile                                                                          | Dijous 28 de juny de 2007    |
| Colòmbia                                                                      | Divendres 22 de juny de 2007 |
| Corea del Sud                                                                 | Dimecres 8 d'agost de 2007   |
| Croàcia                                                                       | Dijous 16 d'agost de 2007    |
| Dinamarca                                                                     | Divendres 15 de juny de 2007 |
| Equador                                                                       | Divendres 22 de juny de 2007 |
| Egipte                                                                        | Dimecres 13 de juny de 2007  |
| Emirats Àrabs Units                                                           | Dijous 14 de juny de 2007    |
| Eslovènia                                                                     | Dijous 5 de juliol de 2007   |
| Espanya                                                                       | Divendres 10 d'agost de 2007 |
| Estats Units · Canadà                                                         | Divendres 15 de juny de 2007 |
| Estònia                                                                       | Divendres 15 de juny de 2007 |
| Filipines                                                                     | Dimecres 13 de juny de 2007  |
| Finlàndia                                                                     | Divendres 10 d'agost de 2007 |
| França                                                                        | Dimecres 8 d'agost de 2007   |

| País                 | Data d'estrena                   |
| -------------------- | -------------------------------- |
| Grècia               | Dijous 14 de juny de 2007        |
| Hong Kong            | Dijous 14 de juny de 2007        |
| Hongria              | Dijous 19 de juliol de 2007      |
| Índia                | Divendres 15 de juny de 2007     |
| Indonèsia            | Dimecres 13 de juny de 2007      |
| Islàndia             | Divendres 15 de juny de 2007     |
| Israel               | Dijous 14 de juny de 2007        |
| Itàlia               | Divendres 15 de juny de 2007     |
| Jamaica              | Dimecres 13 de juny de 2007      |
| Japó                 | Divendres 21 de setembre de 2007 |
| Jordània             | Dimecres 13 de juny de 2007      |
| Kuwait               | Dimecres 13 de juny de 2007      |
| Letònia              | Divendres 15 de juny de 2007     |
| Líban                | Dijous 21 de juny de 2007        |
| Lituània             | Divendres 31 d'agost de 2007     |
| Malàisia             | Dijous 14 de juny de 2007        |
| Mèxic                | Divendres 22 de juny de 2007     |
| Nigèria              | Divendres 22 de juny de 2007     |
| Noruega              | Divendres 10 d'agost de 2007     |
| Nova Zelanda         | Dijous 21 de juny de 2007        |
| Oman                 | Dimecres 13 de juny de 2007      |
| Països Baixos        | Dijous 26 de juliol de 2007      |
| Perú                 | Dijous 28 de juny de 2007        |
| Polònia              | Divendres 15 de juny de 2007     |
| Portugal             | Dijous 14 de juny de 2007        |
| Puerto Rico          | Dijous 14 de juny de 2007        |
| Qatar                | Dijous 14 de juny de 2007        |
| Regne Unit · Irlanda | Divendres 15 de juny de 2007     |
| Txèquia · Eslovàquia | Dijous 5 de juliol de 2007       |
| República Dominicana | Dijous 21 de juny de 2007        |
| Romania              | Divendres 15 de juny de 2007     |
| Rússia               | Dijous 14 de juny de 2007        |
| Sèrbia i Montenegro  | Dijous 14 de juny de 2007        |
| Singapur             | Dijous 14 de juny de 2007        |
| Sud-àfrica           | Divendres 22 de juny de 2007     |
| Suècia               | Divendres 17 d'agost de 2007     |
| Suïssa               | Divendres 15 de juny de 2007     |
| Tailàndia            | Dijous 14 de juny de 2007        |
| República de la Xina | Dissabte 16 de juny de 2007      |
| Turquia              | Divendres 17 d'agost de 2007     |
| Ucraïna              | Dijous 14 de juny de 2007        |
| Uruguai              | Divendres 22 de juny de 2007     |
| Veneçuela            | Divendres 29 de juny de 2007     |
| Vietnam              | Divendres 10 d'agost de 2007     |

### Crítica
A la pàgina web Rotten Tomatoes se li dona un índex de 37%; amb una qualificació de 4.8/10, sobre la base d'una suma de 166 ressenyes dient que "Mentre que hi ha una millora respecte a la seva predecessora, Fantastic Four: Rise of the Silver Surfer és no obstant això una baixa i simplista pel·lícula que té pocs beneficis més enllà dels seus efectes especials." En IMDb obté una puntuació de 5,6/10 i en el lloc Metacritic obté un 45%, sobre la base d'una suma de 33 ressenyes que indica "crítiques mixtes o mitjana". Les audiències enquestades per CinemaScore van donar a la pel·lícula una qualificació mitjana de "B" en una escala de A + a F, la mateixa qualificació obtinguda per la seva predecessora.

### Premis i nominacions
La pel·lícula va guanyar dos premis: el premi Golden Trailer de 2008 per "Millor poster promocional", i la co-protagonista Jessica Alba va guanyar el premi "Estavella de cinema femenina favorita" en els Kids' Choice Award de 2008. La pel·lícula va ser nominada per 5 premis també en els Kid's Choice Awards. La pel·lícula va ser nominada per a dues Premis Razzie incloent pitjor actriu per Jessica Alba i pitjor parella de pantalla per a Alba i Ioan Gruffudd, però van perdre tots dos premis davant Lindsay Lohan de la pel·lícula I Know Who Killed Me.

## Seqüela cancel·lada i reinici
Els quatre protagonistes i Julian McMahon van signar per un contracte de tres pel·lícules amb Fox Studios. Michael Chiklis va declarar que la relació de Ben Grimm amb Alicia Masters tindria un gran focus en l'eventual lliurament mentre que Jessica Alba va expressar interès a presentar a Franklin Richards mentre que Beau Garret va expressar a retornar com Nova.
El 2007, Tim Story va declarar havia planejat una tercera i un quart lliurament i l'escriptor Don Payne va declarar no haver parlat gens sobre una seqüela amb Fox sinó treballar més en els personatges de la franquícia dient «Sempre he estimat als inhumans, els skrulls, el Puppet Master i Annihilus, i la Negative Zone». A causa que la pel·lícula va tenir poc èxit en taquilla a diferència de la seva predecessora, 20th Century Fox no es va mostrar segur sobre el futur de la sèrie i no va haver-hi un guió en desenvolupament. El març de 2008, Chris Evans va declarar «Estic bastant segur que no en farem una altra. Suposo que un és un llibre tancat». Es va planificar un spin-off de Silver Surfer protagonitzat per Doug Jones. No obstant això, en 2009 es va reiniciar la franquícia cinematogràfica i tots els projectes van ser cancel·lats.
L'agost de 2009, Fox va anunciar plans per reiniciar la franquícia, amb Michael Green i Jeremy Slater com a guionistes, Seth Grahame-Smith col·laborant també en l'elaboració del guió, i Akiva Goldsman i Matthew Vaughn produint. Després de l'estrena de la seva pel·lícula en 2012 Chronicle, Josh Trank va ser contractat per dirigir el reboot, i a mitjan juliol de 2012, va anar oficialment anunciat com a director. El rodatge va començar al setembre de 2013. En ser produïda per Fox, la pel·lícula mai va tenir relació amb el Univers cinematogràfic de Marvel. 4 Fantàstics va ser estrenada el 7 d'agost de 2015 i va anar pitjor que les seves predecessores tant críticament com comercial.